# املین هیوز
املین هیوز (به انگلیسی: Emlyn Hughes) زادهٔ ۲۸ اوت ۱۹۴۷ بازیکن فوتبال اهل انگلستان بود که سابقهٔ بازی در تیم ملی فوتبال انگلستان را در کارنامهٔ خود دارد. وی در تاریخ ۵ نوامبر ۱۹۶۹ نخستین بازی ملی خود را در مقابل تیم ملی فوتبال هلند انجام داد و با حضور در ۶۲ بازی ملی، در تاریخ ۲۴ مه ۱۹۸۰ واپسین بازی ملی‌اش را در برابر تیم ملی فوتبال اسکاتلند برگزار کرد.
این بازیکن توانسته در بازی‌های ملی، ۱ گل به ثمر برساند.